# Valras-Plage
Ne pas confondre avec Valréas.
Valras-Plage [val.ʁas plaʒ] est une commune française située dans le sud du département de l'Hérault en région Occitanie.
Exposée à un climat méditerranéen, elle est drainée par l'Orb et par deux autres cours d'eau. La commune possède un patrimoine naturel remarquable : deux sites Natura 2000 (« les Orpellières » et « est et sud de Béziers »), un espace protégé (« Les Orpellières ») et deux zones naturelles d'intérêt écologique, faunistique et floristique.
Valras-Plage est une commune urbaine et littorale qui compte 4 300 habitants en 2022, après avoir connu une forte hausse de la population depuis 1962. Elle est ville-centre de l'agglomération de Sérignan et fait partie de l'aire d'attraction de Béziers. Ses habitants sont appelés les Valrassiens ou  Valrassiennes.

## Géographie

### Localisation
Valras-Plage est une station balnéaire française située sur la mer Méditerranée dans le golfe du Lion. Elle fait partie de la Côte d'Améthyste.
Traditionnellement, Valras-Plage est la plage de Béziers. La commune est située à l’embouchure de l’Orb et se trouve à 11 km de Béziers, à 30 km de Narbonne.

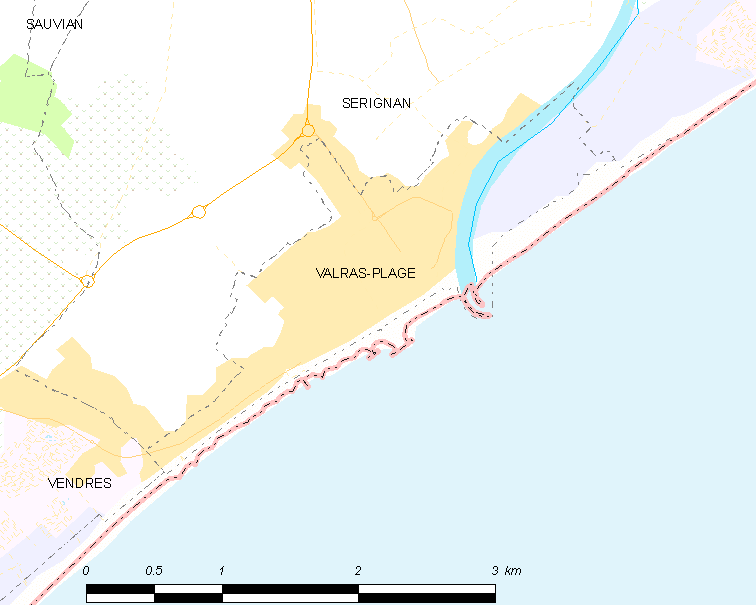
Situation de Valras-Plage

### Communes limitrophes et proches
| Villeneuve-lès-Béziers (7.48 / 8,56 km) Sérignan (3.85 / 4,30 km) Vendres (5.92 / 7,91 km) Lespignan (10.26 / 12,66 km) | Abeilhan (22.43 / 28,11 km) Servian (19.74 / 25,20 km) | Cers (8.27 / 10,19 km) Portiragnes (6.93 / 12,36 km) Portiragnes-Plage (6.57 / 16,54 km) |
| Sallèles-d'Aude (27.83 / 48,06 km) Cuxac-d'Aude (23.72 / 43,21 km)                                                      | Valras-Plage                                           | Plage Sérignan (1.04 / 11,85 km) Mer Méditerranée                                        |
| Salles-d'Aude (14.34 / 19,20 km) Fleury (12.69 / 16,54 km) Saint-Pierre-la-Mer (11.44 / 24,53 km)                       | Mer Méditerranée (0.78 / 1,07 km)                      | Mer Méditerranée (Plage côté port) (0.61 / 0,67 km)                                      |

### Géologie et relief
L'altitude de la commune varie entre 0, au niveau de la mer, et 10 mètres.

### Hydrographie
L'embouchure de l'Orb se situe à Valras-Plage, séparant le territoire de la commune en deux, entre la partie urbanisée au sud et la partie rurale ou naturelle au nord.

### Voies de communication et transports
Voies routières
- La D 19 traverse la partie septentrionale de la commune. Elle rejoint plus loin la D 64 en direction de Vendres à l'ouest ou de Sérignan au nord ;
- La D 37E10 traverse la commune dans presque toute sa longueur et rejoint au sud-ouest la partie littorale de Vendres.

Transports
Le tramway de Béziers, reliant Béziers à Valras-Plage, a fonctionné de 1879 à 1948.

### Milieux naturels et biodiversité

#### Espaces protégés
La protection réglementaire est le mode d’intervention le plus fort pour préserver des espaces naturels remarquables et leur biodiversité associée,.
Un espace protégé est présent sur la commune : 
« Les Orpellières », un terrain acquis par le Conservatoire du Littoral, d'une superficie de 171,8 ha,.

#### Réseau Natura 2000

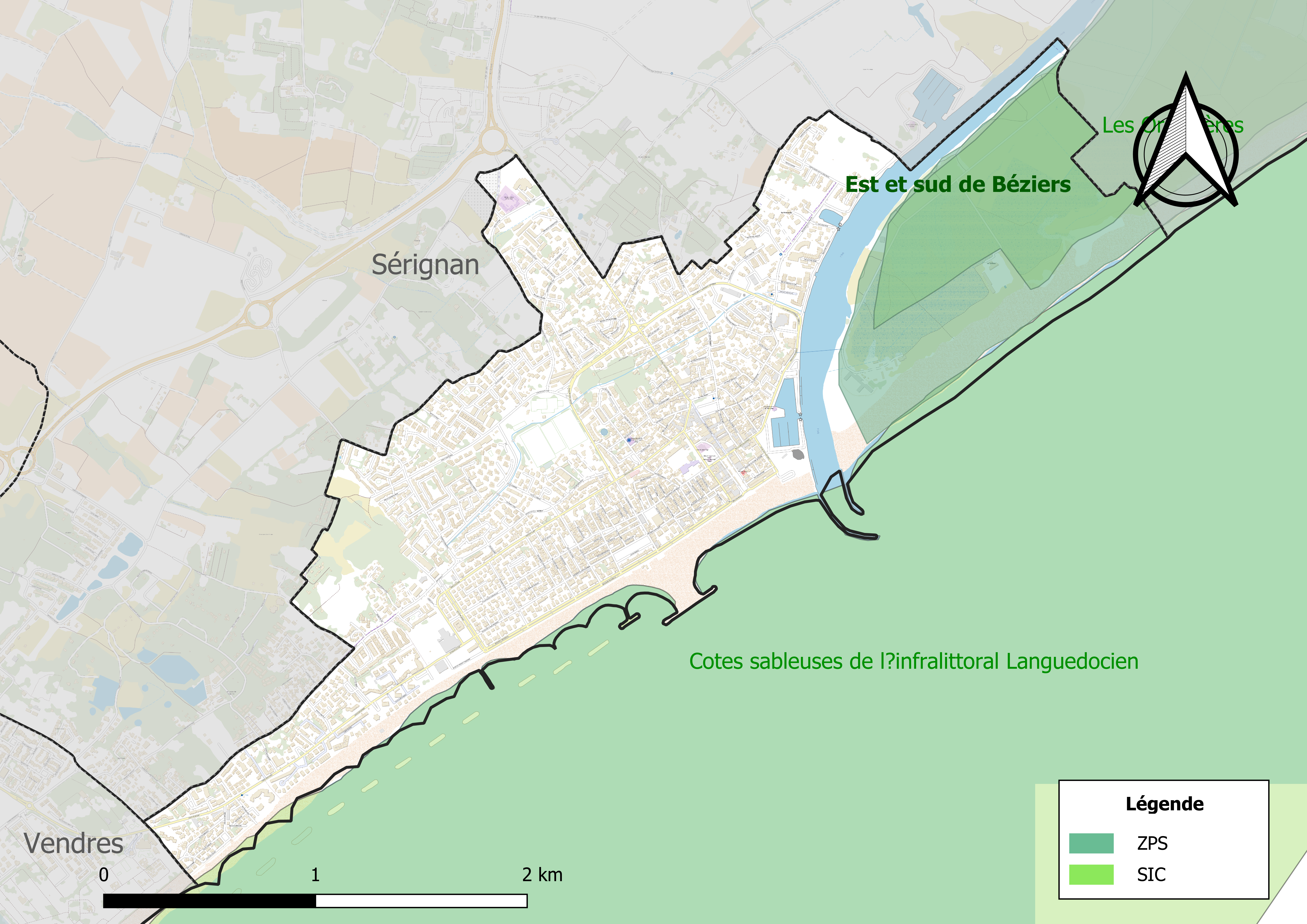
Site Natura 2000 sur le territoire communal.

Le réseau Natura 2000 est un réseau écologique européen de sites naturels d'intérêt écologique élaboré à partir des directives habitats et oiseaux, constitué de zones spéciales de conservation (ZSC) et de zones de protection spéciale (ZPS).
Un site Natura 2000 a été défini sur la commune au titre de la directive habitats :
- « les Orpellières », d'une superficie de 143 ha, un ensemble représentatif des côtes languedociennes avec un long cordon dunaire ininterrompu constitué de dunes blanches et de dunes grises, protégeant des prés salés (jonchaies, pannes dunaires, sansouires et localement des formations de steppes salées à Limonium ferulaceum[9]

et un au titre de la directive oiseaux : 
- « est et sud de Béziers », d'une superficie de 6 102 ha, constituée d'une vaste mosaïque de zones cultivées ponctuées de haies et de petits bois et la proximité de zones humides littorales de grande étendue, favorable à de nombreuses espèces d'oiseaux à forte valeur patrimoniale : le Rollier d'Europe, l'Outarde canepetière, le Circaète Jean-le-Blanc, le Milan noir et le Bruant ortolan[10].

#### Zones naturelles d'intérêt écologique, faunistique et floristique

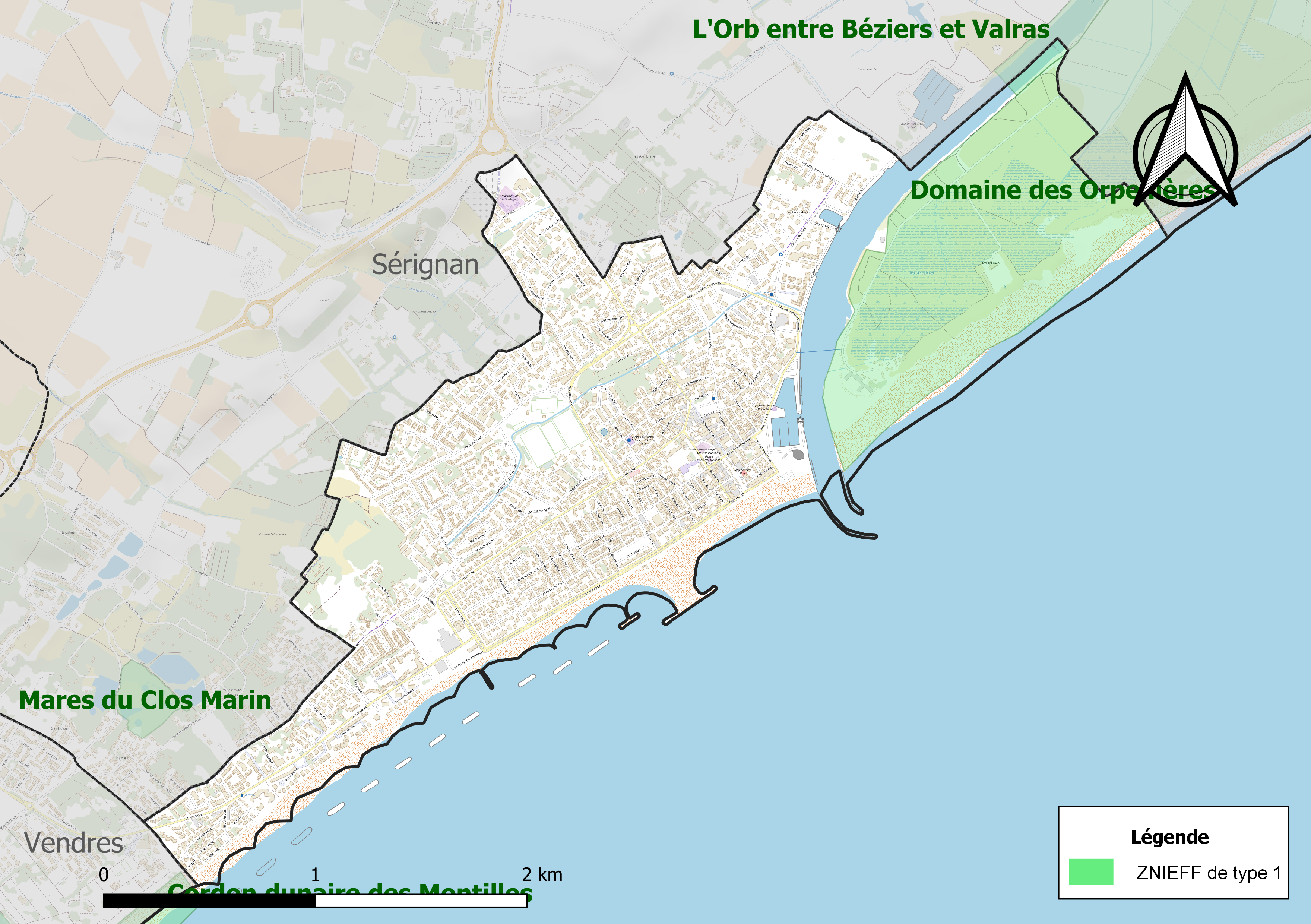
Carte des ZNIEFF de type 1 localisées sur la commune.

L’inventaire des zones naturelles d'intérêt écologique, faunistique et floristique (ZNIEFF) a pour objectif de réaliser une couverture des zones les plus intéressantes sur le plan écologique, essentiellement dans la perspective d’améliorer la connaissance du patrimoine naturel national et de fournir aux différents décideurs un outil d’aide à la prise en compte de l’environnement dans l’aménagement du territoire.
Deux ZNIEFF de type 1 sont recensées sur la commune :
le « domaine des Orpellières » (200 ha), couvrant 2 communes du département et 
« l'Orb entre Béziers et Valras » (82 ha), couvrant 4 communes du département.

## Urbanisme

### Typologie
Au 1er janvier 2024, Valras-Plage est catégorisée petite ville, selon la nouvelle grille communale de densité à sept niveaux définie par l'Insee en 2022.
Elle appartient à l'unité urbaine de Sérignan, une agglomération intra-départementale regroupant trois  communes, dont elle est ville-centre,,. Par ailleurs la commune fait partie de l'aire d'attraction de Béziers, dont elle est une commune de la couronne,. Cette aire, qui regroupe 53 communes, est catégorisée dans les aires de 50 000 à moins de 200 000 habitants,.
La commune, bordée par la mer Méditerranée, est également une commune littorale au sens de la loi du 3 janvier 1986, dite loi littoral. Des dispositions spécifiques d’urbanisme s’y appliquent dès lors afin de préserver les espaces naturels, les sites, les paysages et l’équilibre écologique du littoral, tel le principe d'inconstructibilité, en dehors des espaces urbanisés, sur la bande littorale des 100 mètres, ou plus si le plan local d’urbanisme le prévoit.

### Occupation des sols
L'occupation des sols de la commune, telle qu'elle ressort de la base de données européenne d’occupation biophysique des sols Corine Land Cover (CLC), est marquée par l'importance des territoires artificialisés (57,3 % en 2018), en augmentation par rapport à 1990 (45,4 %). La répartition détaillée en 2018 est la suivante : 
zones urbanisées (57,1 %), espaces ouverts, sans ou avec peu de végétation (14,3 %), zones humides côtières (13,7 %), eaux continentales (7,3 %), zones agricoles hétérogènes (5 %), eaux maritimes (2,4 %), espaces verts artificialisés, non agricoles (0,2 %). L'évolution de l’occupation des sols de la commune et de ses infrastructures peut être observée sur les différentes représentations cartographiques du territoire : la carte de Cassini (XVIIIe siècle), la carte d'état-major (1820-1866) et les cartes ou photos aériennes de l'IGN pour la période actuelle (1950 à aujourd'hui).

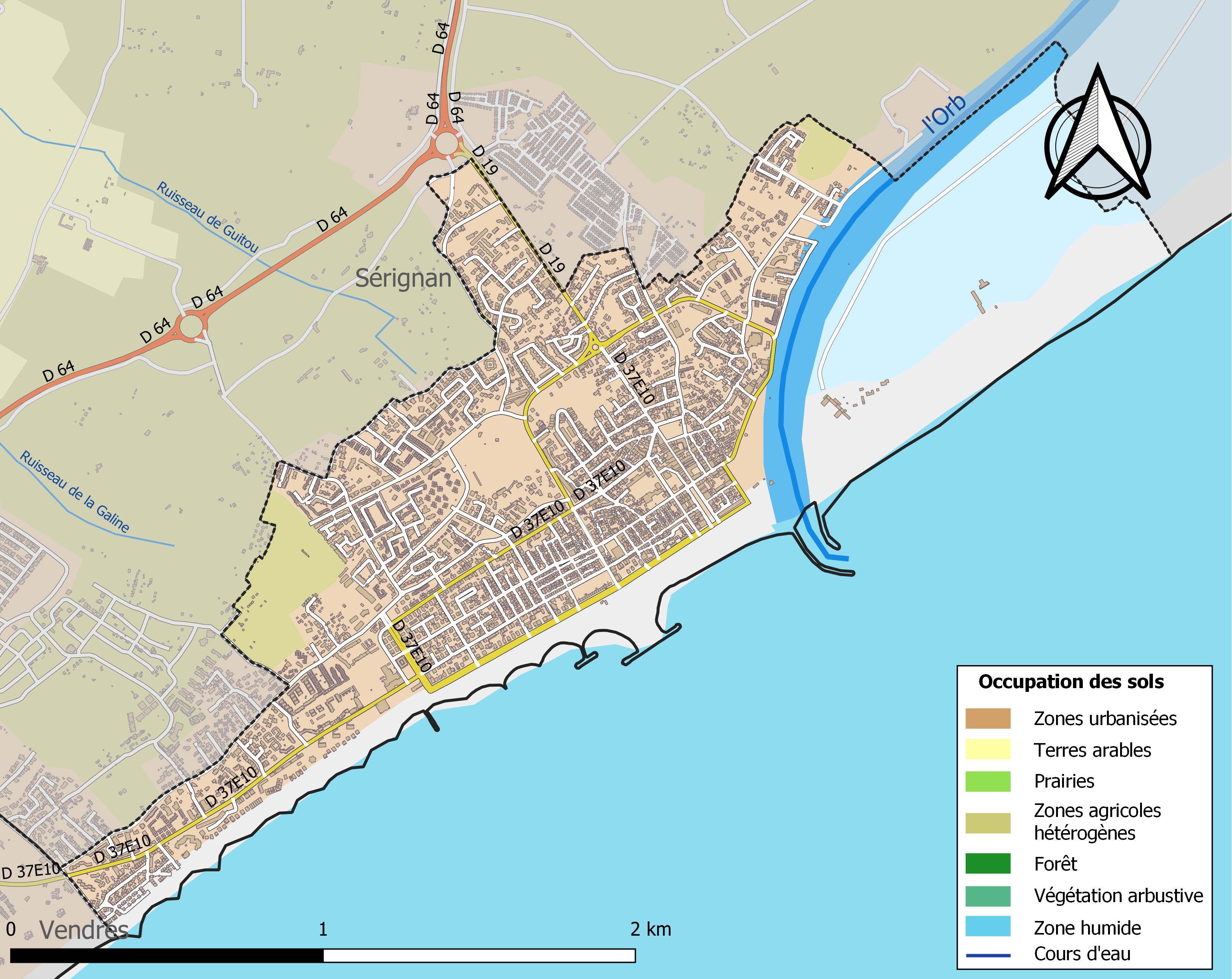
Carte des infrastructures et de l'occupation des sols de la commune en 2018 (CLC).

### Risques majeurs
Le territoire de la commune de Valras-Plage est vulnérable à différents aléas naturels : météorologiques (tempête, orage, neige, grand froid, canicule ou sécheresse), inondations et séisme (sismicité faible). Il est également exposé à un risque technologique, la rupture d'un barrage. Un site publié par le BRGM permet d'évaluer simplement et rapidement les risques d'un bien localisé soit par son adresse soit par le numéro de sa parcelle.

#### Risques naturels
La commune fait partie du territoire à risques importants d'inondation (TRI) de Béziers-Agde, regroupant 15 communes autour des bassins de vie de Béziers et d'Agde, un des 31 TRI qui ont été arrêtés fin 2012 sur le bassin Rhône-Méditerranée, retenu au regard des submersions marines et des débordements de cours d’eau,  notamment d'ouest en est, de l'Orb, du Libron et de l'Hérault. Les crues historiques antérieures à 2019 les plus significatives sont celles du 26 septembre 1907, un épisode généralisé sur la quasi-totalité du bassin, et du 30 septembre 1958, un épisode cévenol en partie supérieure du bassin. Des cartes des surfaces inondables ont été établies pour trois scénarios : fréquent (crue de temps de retour de 10 ans à 30 ans), moyen (temps de retour de 100 ans à 300 ans) et extrême (temps de retour de l'ordre de 1 000 ans, qui met en défaut tout système de protection). La commune a été reconnue en état de catastrophe naturelle au titre des dommages causés par les inondations et coulées de boue survenues en 1982, 1986, 1987, 1992, 1993, 1995, 1996, 1997, 2003, 2014 et 2019,.
Valras-Plage est exposée au risque de feu de forêt du fait de la présence sur son territoire. Un plan départemental de protection des forêts contre les incendies (PDPFCI) a été approuvé en juin 2013 et court jusqu'en 2022, où il doit être renouvelé. Les mesures individuelles de prévention contre les incendies sont précisées par deux arrêtés préfectoraux et s’appliquent dans les zones exposées aux incendies de forêt et à moins de 200 mètres de celles-ci. L’arrêté du 25 avril 2002 réglemente l'emploi du feu en interdisant notamment d’apporter du feu, de fumer et de jeter des mégots de cigarette dans les espaces sensibles et sur les voies qui les traversent sous peine de sanctions. L'arrêté du 11 mars 2013 rend le débroussaillement obligatoire, incombant au propriétaire ou ayant droit,.

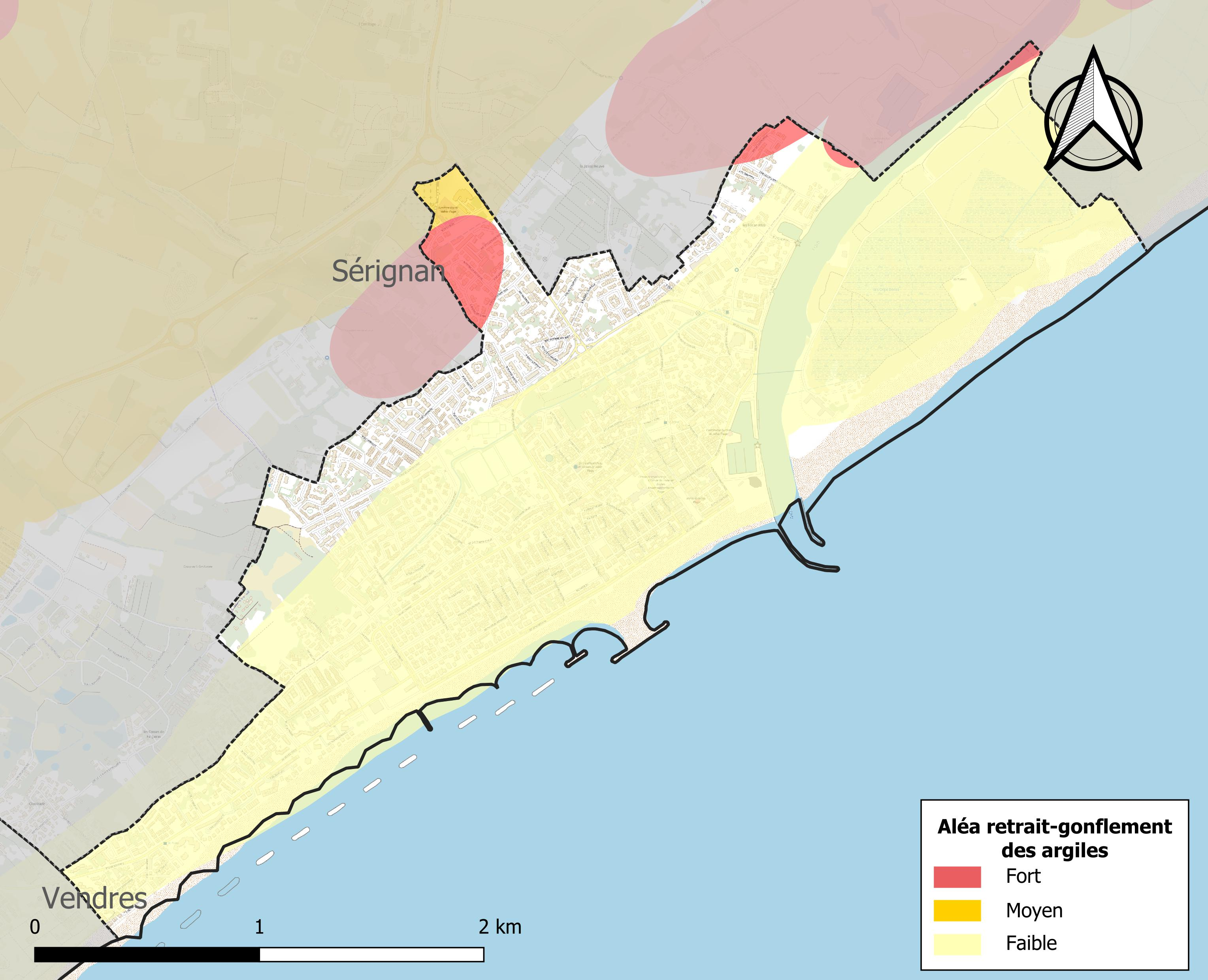
Carte des zones d'aléa retrait-gonflement des sols argileux de Valras-Plage.

Le retrait-gonflement des sols argileux est susceptible d'engendrer des dommages importants aux bâtiments en cas d’alternance de périodes de sécheresse et de pluie. 3,6 % de la superficie communale est en aléa moyen ou fort (59,3 % au niveau départemental et 48,5 % au niveau national). Sur les 3 820 bâtiments dénombrés sur la commune en 2019, 149 sont en aléa moyen ou fort, soit 4 %, à comparer aux 85 % au niveau départemental et 54 % au niveau national. Une cartographie de l'exposition du territoire national au retrait gonflement des sols argileux est disponible sur le site du BRGM,.
Par ailleurs, afin de mieux appréhender le risque d’affaissement de terrain, l'inventaire national des cavités souterraines permet de localiser celles situées sur la commune.

#### Risques technologiques
La commune est en outre située en aval du Barrage des monts d'Orb, un ouvrage de classe A sur l'Orb, mis en service en 1961 et disposant d'une retenue de 30,6 millions de mètres cubes. À ce titre elle est susceptible d’être touchée par l’onde de submersion consécutive à la rupture de cet ouvrage.

## Toponymie
En occitan, Valrans [βal.'ras]

## Histoire
Protohistoire

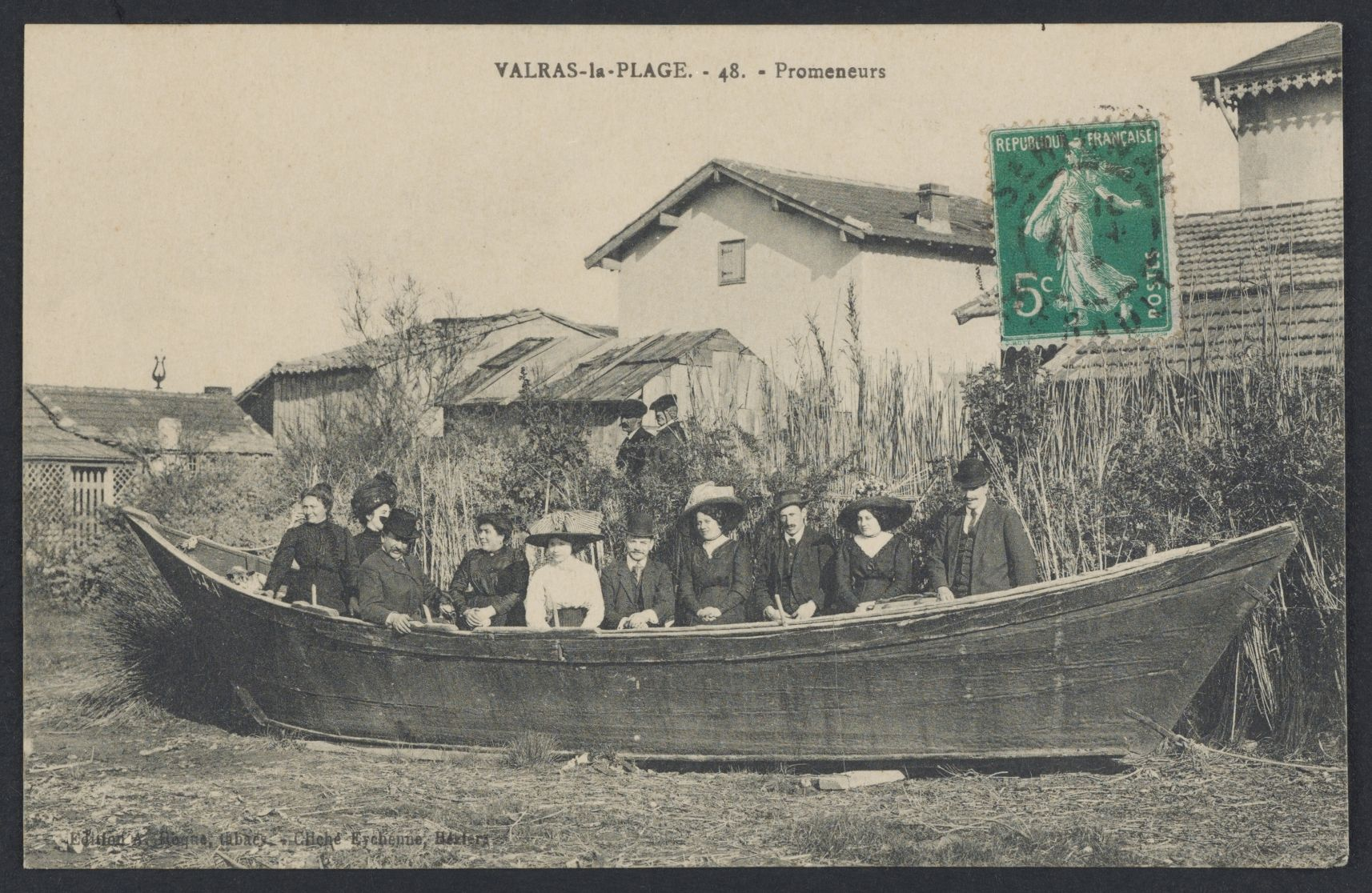
Promeneurs dans une barque : carte postale (fin XIXe siècle - début XXe siècle).

Vers la fin de l'âge du bronze dans le sud de la France, c'est-à-dire vers 850 avant J.-C., des habitants vivent sur le plateau dominant l'Orb, où des outils préhistoriques ont été retrouvés,[réf. nécessaire]. Ce peuplement ne se fixe pas sur le littoral, alors insalubre, mais sur le coteau qui domine la plaine littorale,[réf. nécessaire].
Antiquité
A l'époque romaine, s'établissent plusieurs domaines et leurs villas,[réf. nécessaire]. Cet habitat reste toujours à l'écart du littoral insalubre,[réf. nécessaire].
La villa romaine nommée Villa Juxta Mare (littéralement : « villa près de la mer ») était une propriété de Valerius, un vétéran de la VIIe légion romaine ; le nom du propriétaire de cette villa pourrait être à l'origine de celui de la ville,[réf. nécessaire].

### Moyen Âge
En 878, un écrit relate l'existence de Valras. C'est un document de l'évêché de Saint-Nazaire de Béziers, mentionnant un « petit village niché autour de son église dédiée à Saint Martin, ou sont venus s'installer quelques religieux ». Valras est à cette époque sous la protection de l'évêque de Béziers[réf. nécessaire].
De 878 à 1068 la ville dépend de cet évêché de Saint-Nazaire de Béziers. Aux XIe et XIIe siècles la ville passe sous l'influence du prieuré Notre-Dame-de-Grâce de Sérignan. La commune est partagée entre ces deux autorités ecclésiastiques en 1266,[réf. nécessaire].
En 1286, à l'issue de la « Croisade d'Aragon », la flotte d'Alphonse III commandée par l'amiral Roger de Lauria remonte l'Orb jusqu'à Sérignan. Les maisons de Valras, l'église Saint-Martin, l'abbaye de Saint-Geniés et Sérignan sont pillés et détruits. Les habitants de Valras se replient plus loin dans l'intérieur des terres. Un poste de garde est établi en 1331 pour surveiller la côte,[réf. nécessaire].

### Époque moderne
En raison de diverses invasions maritimes et de la piraterie, le littoral reste peu peuplé jusqu'en 1630 lorsque cette côte est sécurisée par une redoute construite a Sérignan,[réf. nécessaire].
XIXe siècle
Au XIXe siècle, les terres fertiles des coteaux permettent la culture de la vigne au profit de petits propriétaires. Il existe également des pâturages pour l'élevage des bovins et des chevaux, ainsi que quelques terres de labour,[réf. nécessaire].
La création d'une ligne de chemin de fer en 1846 popularise l'attirance des baigneurs pour Valras. Les Biterrois et Sérignanais sont les premiers adeptes des bains de mer dès 1855.
XXe siècle
C’est en 1901 qu’arrive le tramway électrique, ainsi que la multiplication des équipements d’accueil (hôtels, chalets et cafés). Valras devient alors une station balnéaire.
Après avoir appartenu à la commune de Sérignan jusqu’au 18 février 1931, Valras devient une commune indépendante avec la création du premier conseil municipal. La commune de Valras s'étend sur 235 hectares ; Sérignan a conservé 2 751 hectares. Le 12 avril 1931, le premier maire Alfred Panis, instituteur retraité, est élu lors de la première réunion du conseil municipal. Le 15 août 1931, Valras-la-Plage devient Valras-Plage.
Dans la décennie qui suit la création de la commune, plan d’urbanisme et d’adduction d’eau sont les deux priorités de l’action municipale. La station se développe selon une structure en « T », la voie principale étant donnée par l’axe de communication qui relie le village à l’arrière-pays.
Durant la Seconde Guerre mondiale (1939-1945), les Allemands aménagent Valras en point de défense côtière en y installant notamment des canons et un observatoire. Valras est bombardée le 12 août 1944 ; 90 % de la ville est détruit,[réf. nécessaire].
Autrefois village de pêcheurs, la ville en a gardé les caractéristiques traditionnelles tout en se modernisant à partir notamment des années 1960-70, se voulant ainsi une ville attractive tout au long de l’année.
La construction du port de plaisance date des années 1971-72. Cela correspond au début du déclin de la pêche et des métiers associés. Le port de plaisance de Valras-Plage comptait en 2012 220 anneaux, complétés par 130 anneaux sur les berges de l’Orb.
XXIe siècle
Le 31 juillet 2012, un grave accident aérien est évité de peu, lorsqu'un avion publicitaire s'abîme en mer.

### Héraldique
| Armes de Valras-Plage | Les armes de Valras-Plage se blasonnent ainsi : « de gueules à un demi soleil d'or au naturel mouvant d'une champagne d'azur, à deux hippocampes affrontés d'argent brochant sur le tout ». |

## Politique et administration

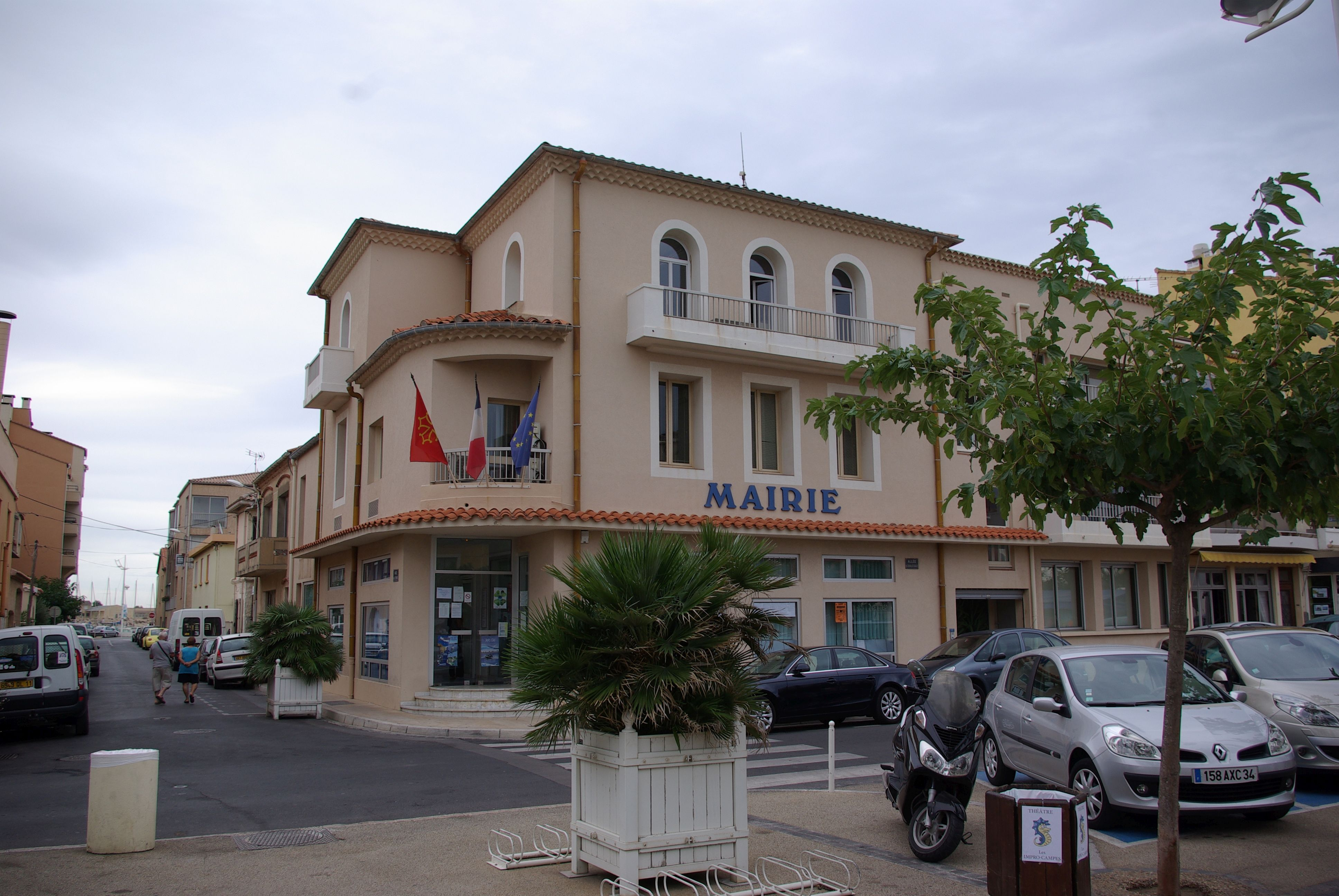
La mairie.

### Liste des maires
| Période        | Période                 | Identité                | Étiquette      | Qualité                                                                                  |
| -------------- | ----------------------- | ----------------------- | -------------- | ---------------------------------------------------------------------------------------- |
| 12 avril 1931  | mai 1935                | Alfred Panis            | Rad.           | Instituteur retraité                                                                     |
| mai 1935       | 1943                    | Jean Dauga (1888-1946)  | PRS            | Patron-pêcheur                                                                           |
| 1943           | 1944                    | Jean Rieux              |                | Nommé par Vichy                                                                          |
| 1944           | 1945                    | Jules Faure             |                | Président du Comité local de libération                                                  |
| 1945           | 1947                    | Jean Rigaud             |                | Représentant                                                                             |
| 1947           | mai 1953                | Émile Sablayrolles      |                | Papetier                                                                                 |
| mai 1953       | mars 1959               | Lucien Lignon           | Rad.soc.       | Cadre EDF                                                                                |
| mars 1959      | 3 août 1983 (décès)     | Émile Turco (1908-1983) | PCF            | Représentant en farines, ancien résistant Conseiller général de Béziers-IV (1973 → 1983) |
| septembre 1983 | mars 1989               | André Thiroine          | DVD            | Cadre commercial Élu à la suite d'une élection municipale partielle                      |
| mars 1989      | mars 2008               | Claude Villeneuve       | DVD (app. RPR) | Médecin Conseiller général de Béziers-IV (1996 → 2004)                                   |
| mars 2008      | 28 mai 2018 (démission) | Guy Combes              | DVD            | Retraité 1er vice-président de Béziers Méditerranée (? → 2018)                           |
| 11 juin 2018   | En cours                | Daniel Ballester        | DVD            | Cadre, ancien premier adjoint Réélu pour le mandat 2020-2026                             |

## Population et société

### Démographie
L'évolution du nombre d'habitants est connue à travers les recensements de la population effectués dans la commune depuis 1931. Pour les communes de moins de 10 000 habitants, une enquête de recensement portant sur toute la population est réalisée tous les cinq ans, les populations de référence des années intermédiaires étant quant à elles estimées par interpolation ou extrapolation. Pour la commune, le premier recensement exhaustif entrant dans le cadre du nouveau dispositif a été réalisé en 2008.

En 2022, la commune comptait 4 300 habitants, en évolution de +2,58 % par rapport à 2016 (Hérault : +7,49 %, France hors Mayotte : +2,11 %).
| 1931 | 1936  | 1946  | 1954  | 1962  | 1968  | 1975  | 1982  | 1990  |
| ---- | ----- | ----- | ----- | ----- | ----- | ----- | ----- | ----- |
| 974  | 1 161 | 1 118 | 1 485 | 1 698 | 2 190 | 2 539 | 2 588 | 3 043 |

| 1999  | 2006  | 2008  | 2013  | 2018  | 2022  | - | - | - |
| ----- | ----- | ----- | ----- | ----- | ----- | - | - | - |
| 3 625 | 4 298 | 4 485 | 4 231 | 4 223 | 4 300 | - | - | - |

## Économie

### Revenus
En 2018, la commune compte 2 882 ménages fiscaux, regroupant 5 009 personnes. La médiane du revenu disponible par unité de consommation est de 19 200 € (20 330 € dans le département). 42 % des ménages fiscaux sont imposés (45,8 % dans le département).

### Emploi
|                | 2008   | 2013   | 2018   |
| -------------- | ------ | ------ | ------ |
| Commune        | 13,6 % | 15,2 % | 16,1 % |
| Département    | 10,1 % | 11,9 % | 12 %   |
| France entière | 8,3 %  | 10 %   | 10 %   |

En 2018, la population âgée de 15 à 64 ans s'élève à 1 893 personnes, parmi lesquelles on compte 64,1 % d'actifs (48,1 % ayant un emploi et 16,1 % de chômeurs) et 35,9 % d'inactifs,. Depuis 2008, le taux de chômage communal (au sens du recensement) des 15-64 ans est supérieur à celui de la France et du département.
La commune fait partie de la couronne de l'aire d'attraction de Béziers, du fait qu'au moins 15 % des actifs travaillent dans le pôle,. Elle compte 823 emplois en 2018, contre 920 en 2013 et 917 en 2008. Le nombre d'actifs ayant un emploi résidant dans la commune est de 937, soit un indicateur de concentration d'emploi de 87,8 % et un taux d'activité parmi les 15 ans ou plus de 32,3 %.
Sur ces 937 actifs de 15 ans ou plus ayant un emploi, 349 travaillent dans la commune, soit 37 % des habitants. Pour se rendre au travail, 74,7 % des habitants utilisent un véhicule personnel ou de fonction à quatre roues, 4,2 % les transports en commun, 16,5 % s'y rendent en deux-roues, à vélo ou à pied et 4,7 % n'ont pas besoin de transport (travail au domicile).

### Activités hors agriculture

#### Secteurs d'activités
597 établissements sont implantés  à Valras-Plage au 31 décembre 2019. Le tableau ci-dessous en détaille le nombre par secteur d'activité et compare les ratios avec ceux du département,.
| Secteur d'activité                                                                                        | Commune | Commune | Département |
| Secteur d'activité                                                                                        | Nombre  | %       | %           |
| --- | ------- | ------- | ----------- |
| Ensemble                                                                                                  | 597     | 100 %   | (100 %)     |
| Industrie manufacturière, industries extractives et autres                                                | 21      | 3,5 %   | (6,7 %)     |
| Construction                                                                                              | 49      | 8,2 %   | (14,1 %)    |
| Commerce de gros et de détail, transports, hébergement et restauration                                    | 287     | 48,1 %  | (28 %)      |
| Information et communication                                                                              | 11      | 1,8 %   | (3,3 %)     |
| Activités financières et d'assurance                                                                      | 10      | 1,7 %   | (3,2 %)     |
| Activités immobilières                                                                                    | 57      | 9,5 %   | (5,3 %)     |
| Activités spécialisées, scientifiques et techniques et activités de services administratifs et de soutien | 52      | 8,7 %   | (17,1 %)    |
| Administration publique, enseignement, santé humaine et action sociale                                    | 50      | 8,4 %   | (14,2 %)    |
| Autres activités de services                                                                              | 60      | 10,1 %  | (8,1 %)     |

Le secteur du commerce de gros et de détail, des transports, de l'hébergement et de la restauration est prépondérant sur la commune puisqu'il représente 48,1 % du nombre total d'établissements de la commune (287 sur les 597 entreprises implantées  à Valras-Plage), contre 28 % au niveau départemental.

#### Entreprises et commerces
Les cinq entreprises ayant leur siège social sur le territoire communal qui génèrent le plus de chiffre d'affaires en 2020 sont : 
- Valras Plage Loisirs, organisation de jeux de hasard et d'argent (5 775 k€) ;
- Le Phare, restauration traditionnelle (886 k€) ;
- Dix Immobilier, agences immobilières (616 k€) ;
- Le Petit Four A Bois, boulangerie et boulangerie-pâtisserie (494 k€) ;
- La Galere, débits de boissons (428 k€).

### Agriculture
|               | 1988 | 2000 | 2010 | 2020 |
| ------------- | ---- | ---- | ---- | ---- |
| Exploitations | 25   | 20   | 6    | 3    |
| SAU (ha)      | 30   | 39   | 17   | 61   |

La commune est dans la « Plaine viticole », une petite région agricole occupant la bande côtière du département de l'Hérault. En 2020, l'orientation technico-économique de l'agriculture  sur la commune est la culture de fruits ou d'autres cultures permanentes. Trois exploitations agricoles ayant leur siège dans la commune sont dénombrées lors du recensement agricole de 2020 (25 en 1988). La superficie agricole utilisée est de 61 ha,,.

## Culture locale et patrimoine

### Lieux et monuments

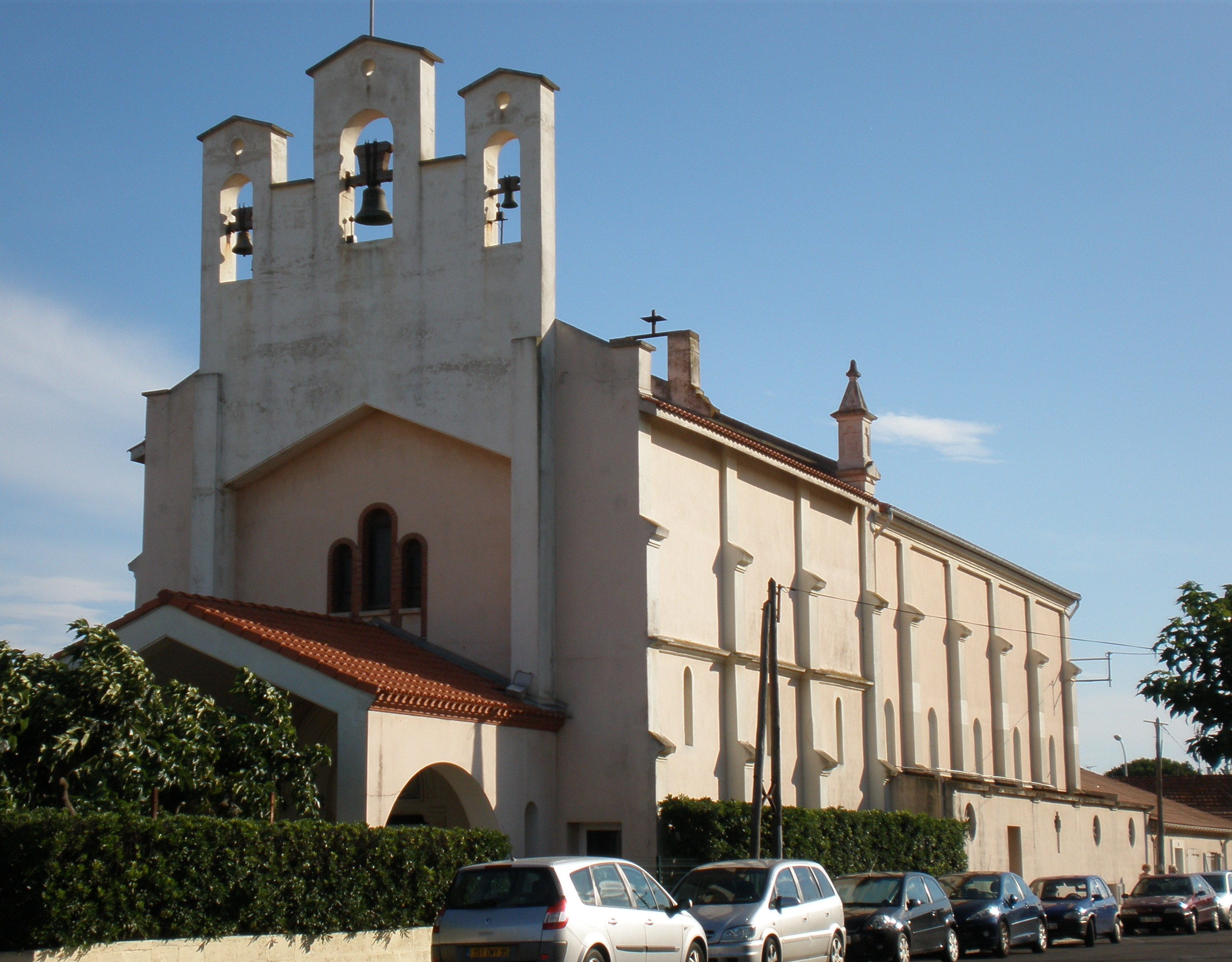
Église Notre-Dame-du-Perpétuel-Secours, construite en 1913 et agrandie dans les années 1950.

Au début du XXe siècle, Valras-Plage s'ornait, au bord de l'Orb, d'un groupement de grandes cabanes en roseaux servant d'habitations à des pêcheurs. En forme de nefs bi-absidiales (terminées par une abside et une croupe aux deux extrémités), avec pour charpente deux poteaux montant de fond et portant une panne faîtière, ces cabanes de pêcheurs figurent sur une carte postale des années 1900.
- Église Notre-Dame-du-Perpétuel-Secours de Valras-Plage.

### Personnalités liées à la commune
- Jean Bousgarbiès (1889-1947) : homme politique mort à Valras-Plage ;
- Joan Casanovas (1890-1942) : homme politique catalan mort à Valras-Plage ;
- Jean Gau (1902-1979) : navigateur lié au port de Valras auquel il a donné son nom ;
- Michel Fabre (1956-) : joueur de rugby devenu propriétaire d'un bar à Valras-Plage.

### Valras-Plage dans la littérature
- Jacques Loar : Sur les routes de France, éditions Maréchal, Liège, Belgique, 1943. Pages 105 à 187. Récit autobiographique d'un réfugié belge à Valras-Plage au début de la seconde guerre mondiale.